# Корниш (тауншип, округ Эйткин, Миннесота)
Корниш (англ. Cornish) — тауншип в округе Эйткин, Миннесота, США. На 2000 год его население составило 27 человек.

## География
По данным Бюро переписи населения США площадь тауншипа составляет 92,9 км², из которых 88,9 км² занимает суша, а 4,0 км² — вода (4,27 %).

## Демография
По данным переписи населения 2000 года здесь находились 27 человек, 13 домохозяйств и 10 семей. Плотность населения —  0,3 чел./км². На территории тауншипа расположено 66 построек со средней плотностью 0,7 построек на один квадратный километр. Расовый состав населения: 100,00 % белых. Испанцы или латиноамериканцы любой расы составляли 3,70 % от популяции тауншипа.
Из 13 домохозяйств ни в одном не воспитывались дети до 18 лет, в 69,2 % проживали супружеские пары, в 7,7 % проживали незамужние женщины и в 15,4 % домохозяйств проживали несемейные люди. 15,4 % домохозяйств состояли из одного человека, при том 7,7 % из — одиноких пожилых людей старше 65 лет. Средний размер домохозяйства — 2,08, а семьи — 2,27 человека.
11,1 % населения — в возрасте от 18 до 24 лет, 51,9 % — от 25 до 44, 29,6 % — от 45 до 64, и _ — старше 65 лет. Средний возраст — 61 год. На каждые 100 женщин приходилось 107,7 мужчин. На каждые 100 женщин старше 18 приходилось 107,7 мужчин.
Средний годовой доход домохозяйства составлял 28 500 долларов, а средний годовой доход семьи —  29 000 долларов. Средний доход мужчин —  28 750  долларов, в то время как у женщин — 17 500. Доход на душу населения составил 16 188 долларов. За чертой бедности не находились ни одна семья и ни один человек.